# 改⑤計画
改⑤計画（かいまるごけいかく）は、大日本帝国海軍の軍備計画。昭和16年度に計画された⑤計画を太平洋戦争の開戦と戦局の変化に対応し改定したもの。昭和17年9月に⑤計画を改定する計画を改⑤計画と略称することとなった。

## 概要
ミッドウェー海戦において航空母艦4隻を失ったため、航空母艦の緊急増勢計画が研究され、その実行は⑤計画等既定の軍備計画修正の中に含められることとなった。
これを受けて、⑤計画は、『戦艦、超甲巡の建造は全て取りやめ、航空母艦の建造を優先する。軽巡洋艦の建造隻数を減少し、駆逐艦、潜水艦、掃海艇、海防艦、駆潜艇の建造を大幅に増加する。』という内容の改⑤計画に改められた。これは、合計361隻、総トン数115万tの建造という空前の大計画であったが、既定の軍戦備計画の④計画や、マル臨計画、マル急計画、マル追計画、などの工事未着手艦艇が、昭和17年6月末において410隻も残っていたうえ、戦争の進展に伴う損傷艦船の修理量のこともあり、当初から昭和23年完了の見通しであった。しかし実際には、損傷艦復旧工事量が増加する一方、所要資材の入手難に加え、戦況に応ずる小型艦艇の新規建造計画、マル戦計画が割り込む形になり、改⑤計画で計画された艦艇は、結局終戦までに完成22隻、半成12隻、未着手又は建造取り止め328隻という結果に終わった。

## 計画内容
| 艦種               | ⑤  | 改⑤ | 計画差異 | 実際 | 備考                                               |
| ------------------ | -- | --- | -------- | ---- | -------------------------------------------------- |
| 超大和型戦艦       | 3  | 0   | －3      |      |                                                    |
| G14型航空母艦      | 1  | 0   | －1      |      |                                                    |
| 改大鳳型航空母艦   | 0  | 5   | +5       | 0    | 全艦建造取止                                       |
| 雲龍型航空母艦     | 2  | 4   | +2       | 4    | 天城、葛城、笠置（未成）、阿蘇（未成）             |
| 改雲龍型航空母艦   | 0  | 9   | +9       | 1    | 生駒は未成。 他は戦況悪化により建造取止。          |
| 超甲型巡洋艦       | 2  | 0   | －2      |      |                                                    |
| 改阿賀野型軽巡洋艦 | 5  | 2   | －3      | 0    | 全艦建造取止                                       |
| 815号型軽巡洋艦    | 4  | 0   | －4      |      |                                                    |
| 飛行艇母艦         | 7  | 3   | －4      | 0    | 秋津洲型、全艦建造取止                             |
| 水上機母艦         | 2  | 0   | －2      |      |                                                    |
| 潜水母艦           | 1  | 3   | +2       | 0    | 全艦建造取止                                       |
| 駆逐艦（甲）       | 16 | 8   | －8      | 0    | 改夕雲型、全艦建造取止                             |
| 駆逐艦（乙）       | 16 | 23  | +7       | 0    | 秋月型、全艦建造取止                               |
| 潜水艦             | 45 | 139 | +94      | 8    | 4隻は未成                                          |
| 海防艦             | 4  | 34  | +30      | 16   | 鵜来型、4隻は未成                                  |
| 掃海艇             | 10 | 36  | +26      | 0    | 建造取止                                           |
| 駆潜艇             | 18 | 30  | +12      | 3    |                                                    |
| 急設網艦           | 1  | 1   | 0        | 0    | 改若鷹型、建造取止                                 |
| 特務艦             | 8  | 34  | +26      | 2    | （給油艦、給糧艦、標的艦、工作艦、測量艦、砕氷艦） |
| 敷設艇             | 8  | 12  | +4       | 0    | 建造取止                                           |
| 魚雷艇             | 0  | 18  | +18      | 0    | 建造取止                                           |
| 敷設艦             | 2  | 0   | －2      |      |                                                    |
| 砲艦               | 3  | 0   | -3       |      |                                                    |

※昭和17年10月に潜水艦（丁型）を11隻、昭和18年2月に松型駆逐艦を42隻追加。